# Perilampsis unita
Perilampsis unita är en tvåvingeart som beskrevs av Munro 1939. Perilampsis unita ingår i släktet Perilampsis och familjen borrflugor. Inga underarter finns listade i Catalogue of Life.